# Angelo Maria Bandini
Pour les articles homonymes, voir Bandini.
Angelo Maria Bandini (né le 25 septembre 1726 à Florence et décédé  le 10 août 1803 à Fiesole, est un religieux, bibliothécaire, collectionneur,  et écrivain italien du XVIIIe siècle.

## Biographie
Angelo Maria Bandini naît à Florence, le 25 septembre 1726. Orphelin dès l'enfance, il a pour appui et pour premier guide son frère, Joseph Bandini, jurisconsulte.
Angelo Maria fait ses études chez les jésuites. Il s'intéresse aux manuscrits, aux livres rares et à la recherche d'inscriptions inédites. Il montre du goût pour la poésie : il compose pour le mariage de milord Carteret un épithalame, qu’il fait imprimer. L’histoire littéraire devient le principal objet de ses études. Il se lie d'amitié avec l’érudit Giovanni Lami, qui l’assiste.
En 1747, il est secrétaire de l’évêque de Volterra. Lors d'un voyage à Vienne, il est présenté à François Ier : il lui fait agréer la dédicace de son Specimen litteraturæ Florentinæ (Échantillon de la littérature florentine en latin), qu’on imprime alors à Florence. Il revient l’année suivante, passant par Venise, Padoue, Ferrare et Bologne, se liant d’amitié avec des savants de ces villes.
Après Florence, il va à Rome, et rentre dans les ordres ecclésiastiques. Il passe son temps dans la Bibliothèque du Vatican et dans celles des cardinaux Passionei et Corsini. A cette époque, à Rome, est découvert l'obélisque d’Auguste (Horlogium d'Auguste), enseveli parmi les mines du Champ de Mars, et qui avait autrefois servi de gnomon. Bandini en entreprend, par ordre du pape Benoît XIV, la description et l’explication. 
Sa santé l'empêche de rester à Rome, il repart pour Florence.
En 1750, Alessandro Marucelli le choisit pour diriger la bibliothèque de son oncle, l’abbé Francesco Marucelli. Le testament de ce dernier précise qu'elle doit être ouverte au public. Alessandro Marucelli meurt le 1er décembre 1750. L’abbé Bandini devient bibliothécaire perpétuel et exécuteur testamentaire de l'abbé Marucelli. Pendant les deux années suivantes, Bandini travaille à liquider la succession, terminer les procès à ce sujet, et créer le catalogue complet de la bibliothèque. Elle est ouverte au public en septembre 1752.
En 1756, il est pourvu d’un canonicat à Florence, et nommé bibliothécaire en chef de la Bibliothèque Laurentienne. Il y restera quarante-quatre ans.
Propriétaire de la villa de Saint-Antoine, près de Fiesole, il y fonde une maison d’éducation publique, et consacre son temps à des actes de charité. 
Il lègue ses collections d'art florentin à son diocèse. Elles sont rassemblées, depuis le XXe siècle, dans le musée Bandini de Fiesole, adossé à la cathédrale et situé près du site archéologique.

## Œuvres

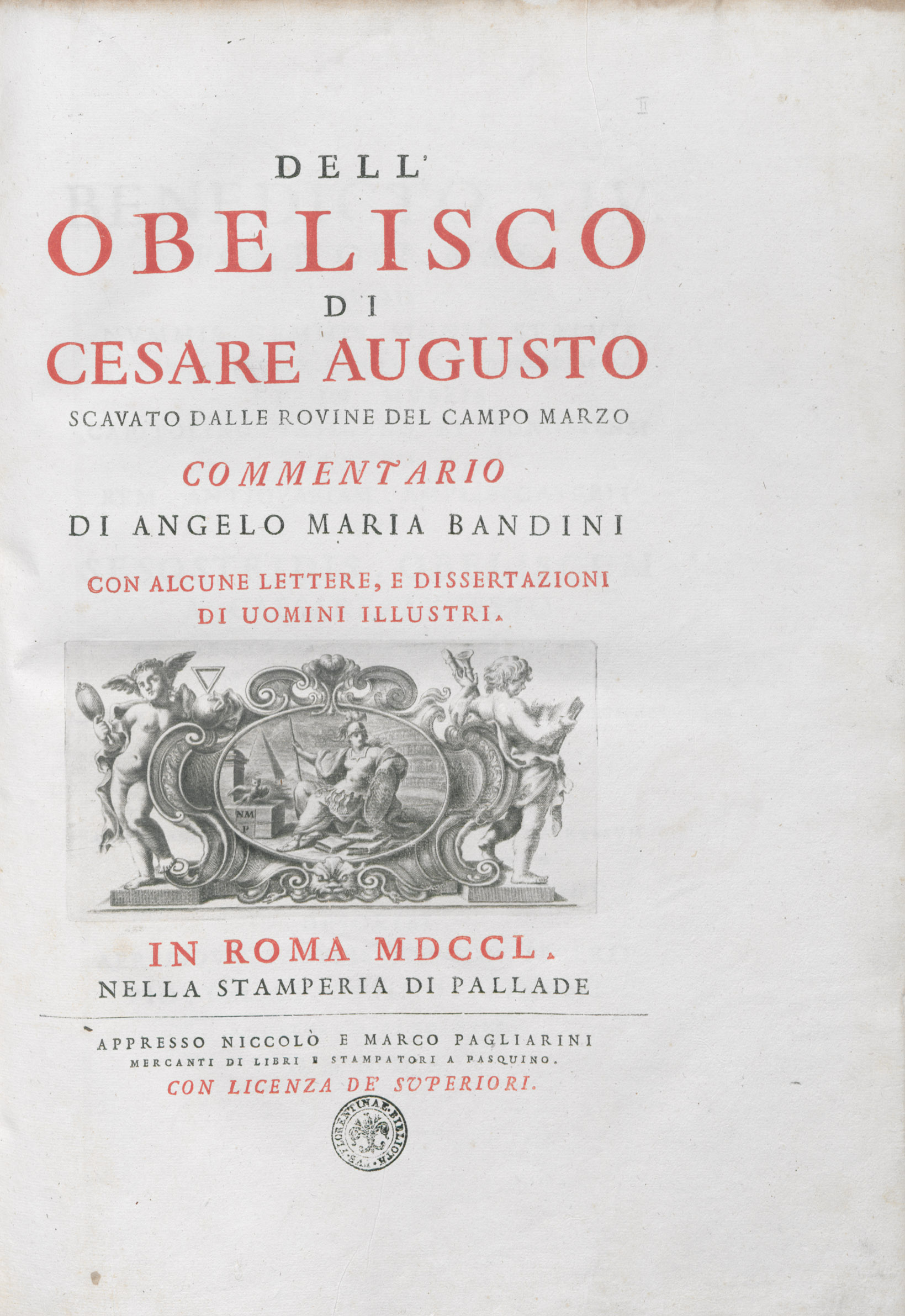
Dell'obelisco di Cesare Augusto (De obelisco Caesaris Augusti e campi Martii ruderibus nuper eruto), 1750

Bandini a laissé peu d’ouvrages d’une certaine étendue ; il a produit beaucoup d'opuscules, imprimés, les uns à part, les autres dans les collections adéquates. 
L’un des premiers, qui le fit connaître, est sa Dissertatio de veterum saltationibus. Il avait vingt-deux ans. Le savant Lami l'inséra dans le 5e volume de son édition de Meursius (Joan. Meursii Opera omnia, Florentiæ, 1715-65, in-fol.). 
Parmi ses ouvrages :
- Specimen litteraturæ Florentinæ sæculi XV, etc., Florence, 2 vol. in-8° ; vol. 1er 1741 ; vol. 2e,1751. En racontant la vie de Cristoforo Landino, Bandini relate les services rendus à la république des lettres par d’autres savants ; il fait connaître l’Université de Florence, dont Landino fut en quelque sorte le fondateur, et les actes de l’Académie platonicienne, établie par Cosme de Médicis, aïeul de Laurent le Magnifique, dont Landino était président ;
- De Obelisco Augusti Cæsaris, e campi Martii ruderibus nuper eruto, Rome, 1750, in-fol. Il fit ce travail d’abord en italien, par ordre de Benoit XIV. Puis ce même pape voulut qu’il le publiât en latin et en italien. L’auteur consulta les astronomes les plus célèbres d’Europe sur l’usage astronomique de cet obélisque. Leurs réponses sont imprimées à la suite de son texte ;
- Collectio veterum aliquot Monumentorum ad historiam præcipue litterariam pertinentium, Arezzo, 1752, in-8°. Cet ouvrage fut dénoncé par la Congrégation de l'Index et interdit l’année suivante ; sur les explications que donna l’auteur, la prohibition fut levée par décret. Peut-être, à cette occasion, parut une bulle du pape, ordonnant à cette congrégation de ne plus proscrire à l’avenir aucun livre, sans avoir auparavant appelé l’auteur, et sans avoir entendu ses explications et ses défenses ;
- Elogio dell’Ab. Francesco Marucelli, fondatore della pubblica libreria Marucelliana, Livourne, 1754, in-4° ;
- Vita e Lettere di Amerigo Vespucci, Florence, 1745, petit in-4°. Les sept lettres originales d’Améric Vespuce, imprimées après sa vie, contiennent des relations de ses quatre voyages. Les trois dernières sont adressées à Laurent le Magnifique ;
- De Vita et Scriptis Joan. Bapt. Donii, patricii Florentini, libri V, adnotationibus illustrati ; accedit ejusdem Donii litterarium commercium nunc primum in lucem editum, Florence, 1755, in-fol ;
- Vita di Filippo Strozzi, Livourne, 1756, in-4° ;
- Vita del cardin. Niccolò da Prato, ibid., même année, in-4° ;
- Depuis 1763 jusqu’en 1766, Bandini publia successivement sept poètes grecs ; il les enrichit ensuite de notes et de variantes ; les traductions en vers italiens étaient d’Antonio Maria Salvini, et le texte grec était revu sur les meilleurs manuscrits, savoir : Callimaque (Theriaca et Alexipharmaca) ; les deux poèmes de Nicandre ; les Phénomènes d’Aratos ; le poème de Musée ; celui de Coluthos (l’Enlèvement d’Hélène) ; et Tryphiodore (la Destruction de Troie) ; enfin, Theognis, Phocylide, et les Vers dorés de Pythagore ;
- Catalogus codicum manuscriptorum græcorum, latinorum et italorum bibliothecæ Laurentianæ, Florence, 1764-78, 8 vol. in-fol. Ils sont ainsi disposés : manuscrits grecs, 5 vol. ; latins, 4 vol. ; italiens, 1 vol ;
- Bibliotheca Leopoldina Laurentiana, sive Catalogus manuscriptorum qui jussu Petri Leopoldi in Laurentianam translati sunt, Florence, 1791-93, 5 vol. in-fol., que l’on joint à l’ouvrage précédent. Assemani avait déjà donné le catalogue des manuscrits orientaux de cette bibliothèque ;
- De Florentina Juntarum Typographia, ejusque Censoribus, Lucques, 1791, 2 part. in-8° ;
- De Vita et Rebus gestis Bessarionis cardinalis Nicæni Commentarius, Rome, excudebat Benedictus Franzesi, 1777 (lire en ligne).